# Smeersysteem
Een smeersysteem is een systeem dat een apparaat, motor of machine van smering voorziet. De belangrijkste en bekendste systemen zijn vloeistof (olie) of vetsystemen. 

## Oliesmering

### Handsmering

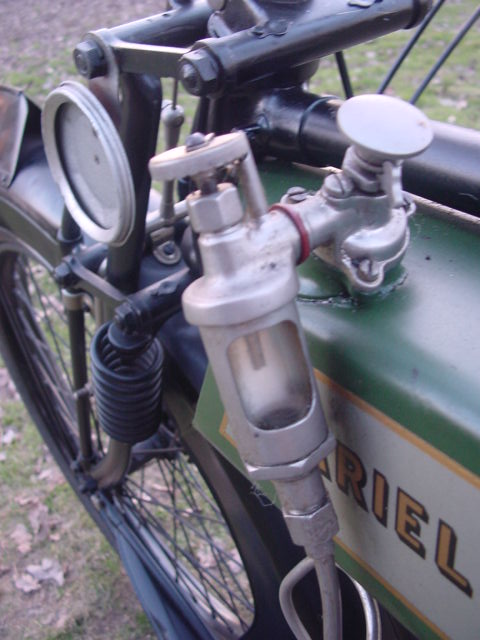
Handpomp voor de smering van een Ariel motorfiets uit 1915

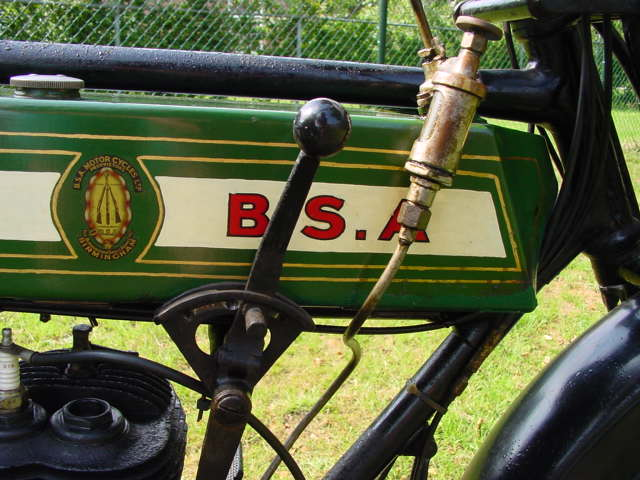
De schakelpook en de pomp van de handsmering van een BSA uit 1915

Handsmering met olie kan gebeuren door middel van een oliespuitje en moet met regelmatige intervallen gebeuren. Dit systeem wordt tegenwoordig toegepast bij eenvoudige constructies die slechts beperkt smering nodig hebben, zoals scharnieren. De regelmatige handmatige smering van de drijfstangen van stoomlocomotieven is een sprekend voorbeeld. In het verleden werd handsmering vaker toegepast bij gebrek aan een automatisch smeersysteem. Bij de eerste verbrandingsmotoren op motorfietsen moest regelmatig met de hand een straal olie in de motor worden gespoten. Dit systeem bestond uit een smeerolie-pomp die met de hand bediend moest worden. Om de zoveel tijd of kilometers moest de berijder zelf olie in de motor pompen. Dit moest vaak gebeuren, want in die tijd werd de motorolie voor een groot deel verbrand in de motor, de zgn. total loss smering.

### Druksmering
Druksmeersystemen zijn in de meeste gevallen vrij uitgebreid, omdat smeerolie behalve het verminderen van wrijving meerdere taken moet uitvoeren, met name op het gebied van koeling, maar ook bijvoorbeeld het hydraulisch bedienen van onderdelen. Bij verbrandingsmotoren kunnen dat bijvoorbeeld hydraulische klepstoters of nokkenaskettingspanners zijn. Vanwege deze uitgebreide taken bevat een oliesmeersysteem dan ook vaak een warmtewisselaar of oliekoeler. In het algemeen is er een reservoir voor de olie (een olietank of oliepan), een oliepomp, een drukregelaar en één of meer oliefilters in het systeem opgenomen. De olie die zijn smerende en koelende taak heeft verricht kan door een tweede oliepomp teruggepompt worden, maar vaak gebeurt dit gewoon door de zwaartekracht. Belangrijke druksmeersystemen bij motorvoertuigen zijn dry- en wet sump smering

#### Full flow-systeem
Bij een full flow-smeersysteem moet alle opgepompte smeerolie door het oliefilter alvorens naar de te smeren delen gepompt te worden. Dit zorgt voor een optimale reiniging van de olie, maar bij het verstopt raken van het filter zou de volledige smering verloren gaan. Om dit te voorkomen is een full flow oliefilter (of het huis waarin dit is gemonteerd) voorzien van een "by pass". Dit is een kogel die bij een bepaalde veerdruk wordt gelift om op die manier de (ongefilterde) olie toch door te laten.

#### By pass-systeem
Een tamelijk verouderd systeem is het by pass-systeem. Hier bevat het systeem een leiding waardoor smeerolie altijd het filter kan passeren. Slechts een deel van de olie wordt op die manier gereinigd, wat op zich geen probleem is want reiniging bij elke passage van het systeem is ook niet nodig. Het gevaar ligt er in dat bij de toenemende weerstand van een bijna verzadigd filter de olie de weg van de minste weerstand kiest en het filter overslaat.

### Spatsmering
Behalve smering door druk (met behulp van een oliepomp) kan ook spatsmering toegepast worden. In dit geval wordt de olie uit het reservoir opgespat door speciaal hiervoor aangebrachte elementjes aan een draaiende as die de olie omhoog gooien, of door een as met in het oliebad draaiende tandwielen. Eenvoudige versnellingsbakken worden met een dergelijk systeem gesmeerd. 

### Mengsmering
(Zie ook: mengsmering). 
Bij mengsmering wordt smeerolie gemengd door de brandstof, soms al bij het tanken, maar tegenwoordig meestal vanuit een aparte olietank waarbij de olie in de brandstof wordt gespoten. Het systeem wordt voornamelijk bij tweetaktmotoren toegepast. De olie wordt met de brandstof uiteindelijk verbrand en daarom is dit een vorm van total loss smering.

## Vetsmering

### Handsmering
Relatief grote, goed bereikbare wrijvingsoppervlakken kunnen met vet worden gesmeerd. Met de hand, simpelweg door ze in te vetten, of met een vetspuit, waarbij vooraf aangebrachte smeernippels met regelmatige intervallen moeten worden doorgesmeerd. Hierbij is te denken aan draaiende of bewegende onderdelen die minder onderhevig zijn aan hoge temperaturen, zoals de scharnierpunten van veersystemen.

### Druksmering
Bij moderne machines en bijvoorbeeld vrachtauto's, aanhangwagens en opleggers wordt de vetsmering overgenomen door een automatisch, op luchtdruk werkend vetsmeersysteem. In dit systeem is een voorraadreservoir met filter opgenomen. De intervallen kunnen worden vastgelegd met behulp van een tijdschakelaar, of bijvoorbeeld gerelateerd zijn aan het aantal beremmingen van het voertuig. De benodigde luchtdruk wordt bij voertuigen onttrokken aan het luchtdrukremsysteem.